# Józefowo (gmina Miedniki Królewskie)
Józefowo (lit. Juozapinė) – wieś na Litwie, w okręgu wileńskim, w rejonie wileńskim, w gminie Miedniki Królewskie.
Na terenie wsi znajdują się dwa szczyty:
- Wysoka Góra (293,84 m n.p.m.) – najwyższy punkt na Litwie
- Józefowa Góra (292,7 m n.p.m.) – trzeci najwyższy punkt na Litwie; do 2004 uznawana za najwyższy punkt na Litwie.

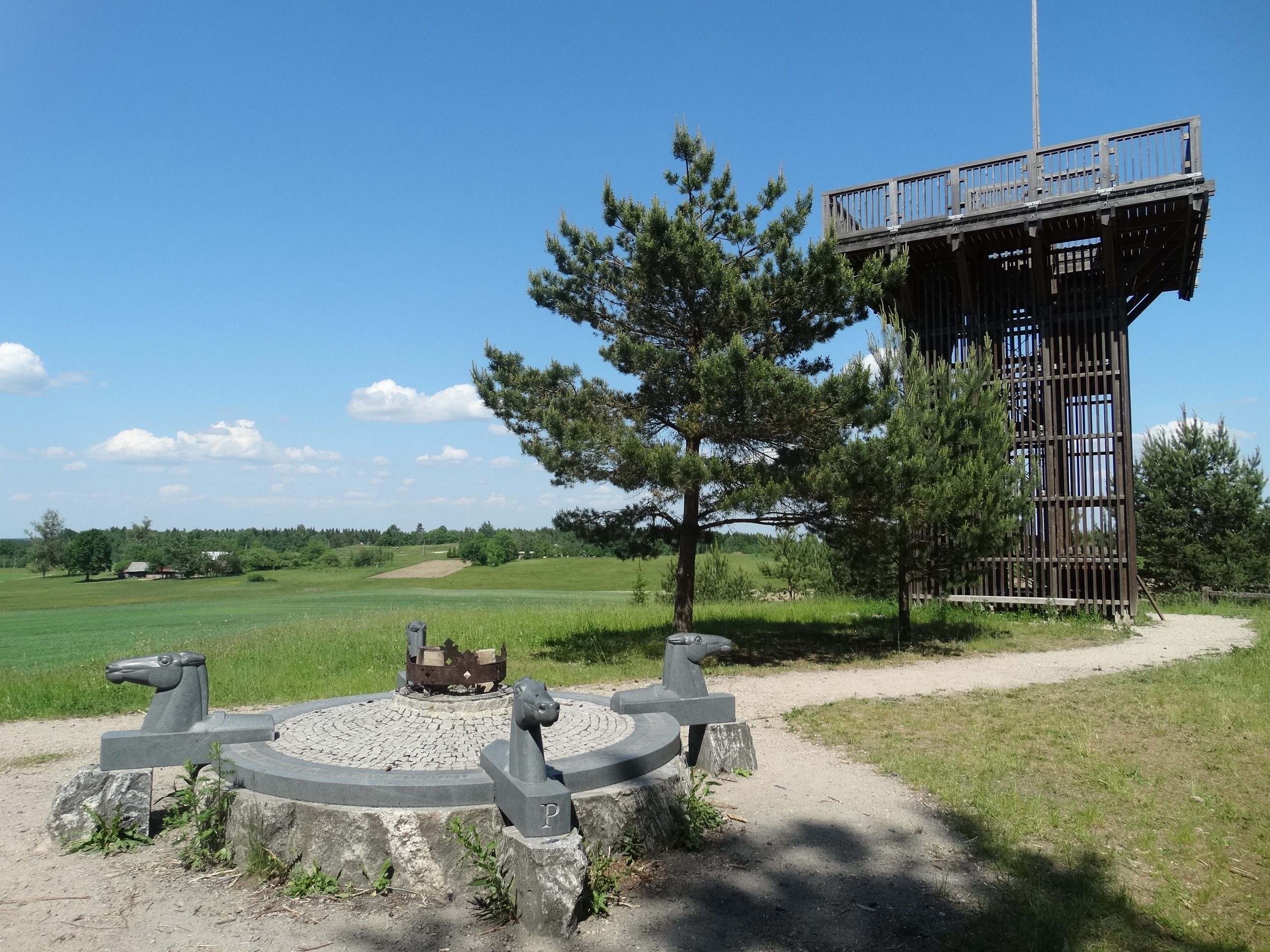
Wysoka Góra
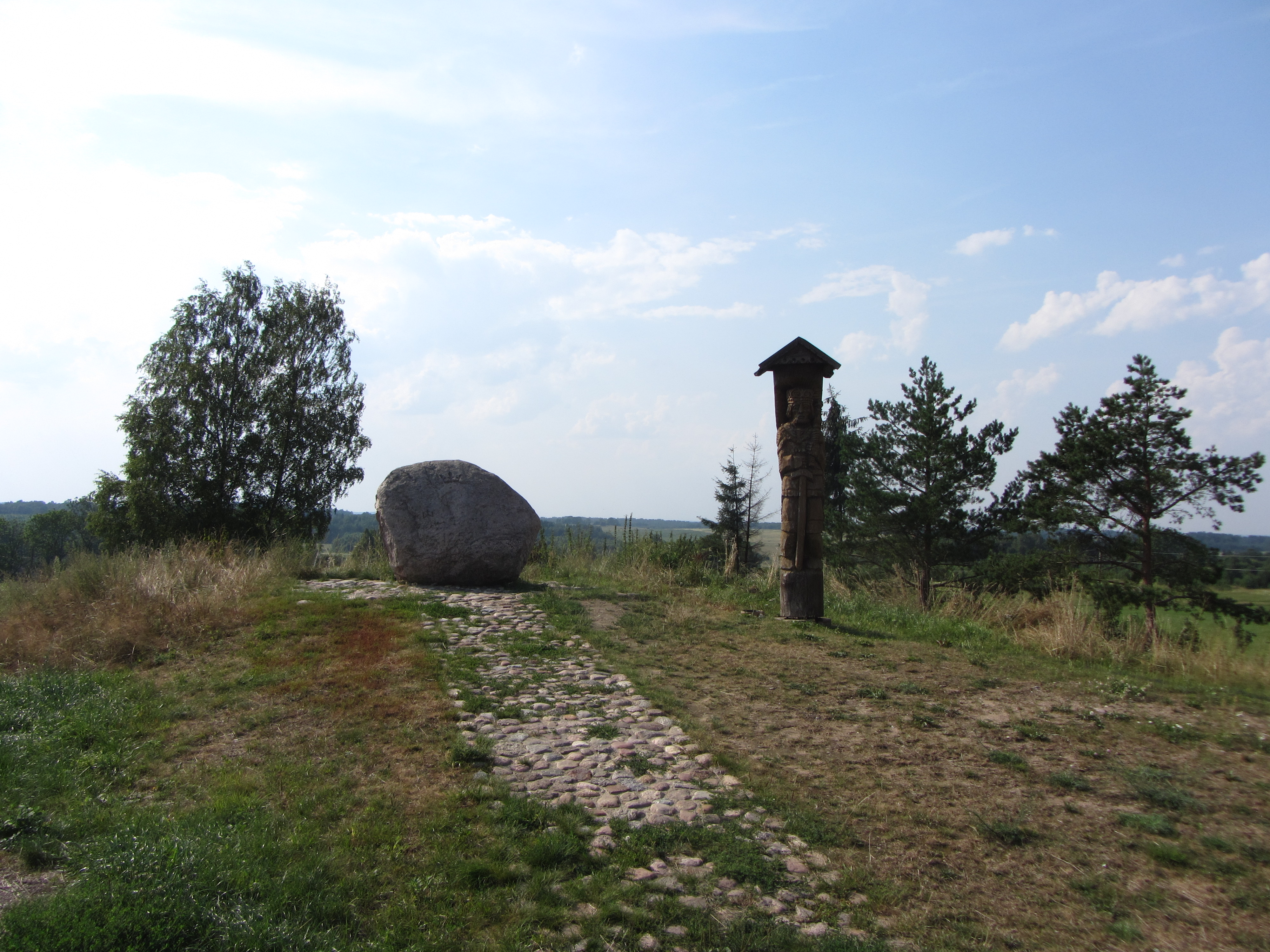
Józefowa Góra

## Historia
Pod zaborami folwark; w II Rzeczypospolitej zaścianek. W XIX i w początkach XX w. położone było w Rosji, w guberni wileńskiej, w powiecie wileńskim. Po I wojnie światowej pod administracją polską, w Zarządzie Cywilnym Ziem Wschodnich. W latach 1920–1922 w składzie Litwy Środkowej.
Od 11 kwietnia 1922 leżało w Polsce, w województwie wileńskim, w powiecie wileńsko-trockim, w gminie Szumsk. W 1931 miejscowość liczyła 64 mieszkańców, zamieszkałych w 14 budynkach.
Po II wojnie światowej w granicach Związku Sowieckiego. Od 1991 na niepodległej Litwie.